# سیناپین
سیناپین (به انگلیسی: Sinapine) با فرمول شیمیایی C۱۶H۲۴NO۵ یک ترکیب شیمیایی است. 